# Holzem (Luxemburg)
Holzem is een plaats in de gemeente Mamer en het kanton Capellen in Luxemburg.
Holzem telt 530 inwoners (2001).